# Saint-Eutrope
Saint-Eutrope korábbi község Franciaországban, Charente megyében. Lakosainak száma 168 fő (2018. január 1.). Saint-Eutrope Courgeac, Montmoreau-Saint-Cybard, Nonac, Pérignac és Saint-Laurent-de-Belzagot községekkel határos.
2017. január 1-jén négy másik korábbi községgel egyesült és az így létrejött Montmoreau új község része lett.

## Népesség
A település népessége az elmúlt években az alábbi módon változott:
| Lakosok száma | 137  | 164  | 164  | 192  | 169  | 181  | 176  | 169  | 168  | 168  |
|               | 1968 | 1975 | 1982 | 1990 | 1999 | 2011 | 2013 | 2015 | 2017 | 2018 |